# Dérive (revue)
Pour les articles homonymes, voir Dérive.
La revue Dérive a été créée en 1975 par Guy Darol, Christian Gattinoni et Philippe Lahaye.
Cette publication veut abolir les frontières qui séparent la littérature de toutes les pratiques signifiantes. Engagée dans un courant libertaire inspiré de Dada et des Situationnistes, la revue Dérive marque l'implication de l'écriture dans la vie réelle par des numéros aux titres suggestifs.

## Numéros de la revue

### 1 - Le corps malade, le corps mutilé
Guy Darol, Philippe Lahaye, Christian Gattinoni, Jean-Pierre Faye, Guy Benoît, Patrice Delbourg, Claude Eymard, Philippe Tancelin, Geneviève Clancy, Philippe Boyer.

### 2 - Machine machination machinerie
Philippe Lahaye, Guy Darol, Christian Gattinoni, Jean-Marie Le Sidaner, Philippe Boyer, Gérard de Cortanze, Jean-Marie Charpentier, Romain Nardral alias Romain Sarnel.

### 3 - Crises
Christian Gattinoni, Guy Darol, Philippe Lahaye, Didier Arnaudet, Philippe Tancelin, Jean-Marie Charpentier, Jean-Pierre Verheggen, José Galdo, Jean-Marie Le Sidaner, Jean-Claude Montel, Ghislain Ripault, Romain Nardral, Bernard Raquin, Dominique Robert.

### 4 - Violence contradiction interdite
Guy Darol, Philippe Lahaye, Christian Gattinoni, Jean-Marie Le Sidaner, Henri Martraix, Lionel Ehrhard, Ghislain Ripault, Didier Arnaudet, Abdellatif Laâbi, Bernard Raquin, Christian Prigent, Daniel Busto, Romain Nardral, Charles Duran, André Ladurit.

### 5/6 -  La question du pouvoir
Philippe Boyer, Christian Gattinoni, Philippe Lahaye, Jean-Marie Le Sidaner, Daniel Busto, Henri Martraix, Alain Helissen, Guy Darol, Bernard Neau, Lionel Ehrhard, Alain Borer, Michel Vachey, Dominique Robert, Jean-Pierre Bobillot, Meyer Sarfati.

### 7/8 -  Misère de la réalité, réalité de la misère
Philippe Boyer, Daniel Busto, Nicole Brossard, Jean-Noël Vuarnet, Henri Martraix, André Roy, Michel Vachey, Jean-Marie Le Sidaner, Guy Darol, Dominique Bedou, Dominique Labarrière, Gérard Durozoi, Bernard Neau, Lionel Ehrhard, José Galdo, Victoria Thérame, Jean-Claude Montel, Geneviève Clancy, Christian Gattinoni, Jean-Georges Grusson, Francis Simonpietri, Meyer Sarfati, Honoré.

### 9/10 -  L'animal d'écriture
Edmond Jabès, Lionel Ehrhard, Guy Darol, Bernard Neau, Claude Louis-Combet, Henri Martraix, Claude-Michel Cluny, Hubert Haddad, Gérard Durozoi, Jacques Douté, Yves Buin, Kenneth White, Guy Denis, Bernard Raquin, Christian Gattinoni, Dominique Robert, Élie Delamare-Deboutteville, Guy Benoît, Danielle Sarrera alias Frédérick Tristan, Roland Barthes, Bernard Noël, Romain Nardral, François Aubral.
La revue, rejointe, en 1977, par Lionel Ehrhard et Bernard Neau cesse toute activité en 1980, après avoir publié Geneviève Clancy, Jean-Pierre Faye, Gérard de Cortanze, Jean-Claude Montel, Jean-Pierre Verheggen, Daniel Busto, Christian Prigent, Alain Borer, Philippe Boyer, Jean Baudrillard, Claude Louis-Combet, Yves Buin, François Aubral et Kenneth White.